# Agrostis planifolia
Agrostis planifolia é uma espécie de gramínea do gênero Agrostis, pertencente à família Poaceae.